# American Studies Leipzig
American Studies Leipzig ist die englischsprachige Bezeichnung für die Lehr- und Forschungseinrichtung für Amerikastudien der Universität Leipzig. Als transdisziplinäres, literatur- und kulturwissenschaftliches Institut ist es gleichzeitig das größte Amerikanistikinstitut Ostdeutschlands.

## Bedeutung des Instituts
Das Institut für Amerikanistik der Universität Leipzig ist das am schnellsten wachsende deutsche Amerikanistikinstitut außerhalb Berlins. Das schnelle Wachstum des Instituts drückt sich vor allem in drei neuen Professuren aus. So stiftete die US-amerikanische Fulbright-Kommission in Berlin im Jahr 2003 nach einer externen Evaluation von Lehre und Forschung des Instituts durch das CHE, die dem Institut außerordentliche Qualität beschied, speziell für das American Studies Leipzig Programm einen neuen Distinguished Chair. Im September 2005 zeichnete auch der Deutsche Akademische Austauschdienst (DAAD) das Institut aus, indem er mit dem DAAD Distinguished Chair for American and International Studies eine weitere Gastprofessur schuf. Mit ihr sollte die Innovationsfreude des Instituts belohnt und die besonderen Bemühungen um eine Weiterentwicklung der Amerikanistik als transatlantischer Wissenschaft gefördert werden. Im Jahr 2006 gewann das Institut nach einer kompetitiven Ausschreibung seine dritte Gastprofessur in vier Jahren. Die Picador Guest Professorship for Literature ist Ergebnis einer vom Veranstaltungsforum der Verlagsgruppe Georg von Holtzbrinck und dem DAAD ins Leben gerufenen Initiative, im Rahmen derer junge englischsprachige Autoren eingeladen werden, um in Leipzig zu leben, zu schreiben und am Institut zu unterrichten. Das American-Studies-Leipzig-Programm ist damit das einzige deutsche Amerikanistikprogramm, an dem die literaturwissenschaftliche Lehre durch die Perspektive Kulturschaffender ergänzt wird.
Alle drei Lehrstühle zeichnen also das Institut aus und unterstreichen insbesondere seine hochschuldidaktische Bedeutung.
Darüber hinaus ist das Institut ein wichtiger Faktor im kulturellen Leben der Stadt Leipzig. Mit regelmäßigen öffentlichen Lesungen amerikanischer Autoren, öffentlichen Veranstaltungen wie der HipHop Awareness Week und Fortbildungen und Workshops für Gymnasiallehrer ist das Institut wichtiger Bestandteil der städtischen Öffentlichkeit und der Bildungslandschaft Leipzigs und des Umlands.
In Fragen amerikanischer Kultur und Politik ist das Institut weiter ein wichtiger Ansprechpartner überregionaler deutscher Medien, die sich regelmäßig mit der Bitte um Stellungnahmen an Institutsmitglieder wenden.
Das Institut ist auch ein wichtiger Forschungsstandort innerhalb der Amerikanistik. Mit der Frank Freidel Memorial Library, benannt nach dem Roosevelt-Biographen Frank Freidel, beherbergt es die größte Forschungsbibliothek zum New Deal innerhalb Deutschlands.

## Geschichte des Instituts für Amerikanistik
Die Amerikanistik an der Universität Leipzig blickt auf eine lange Geschichte zurück: Die wissenschaftliche Betrachtung der USA in Leipzig lässt sich bis ins 18. Jahrhundert zurückverfolgen. Seit dem frühen 19. Jahrhundert gab es zudem kontinuierlich Lehrveranstaltungen zu amerikanischer Literatur und Kultur an der Leipziger Universität. Eine eigene Abteilung für Amerikanistik als Teil der Abteilung für Englische Sprache und Literatur wurde jedoch erst 1955 gegründet. Ein Jahr später wurde daraus das Institut für Anglistik und Amerikanistik.
Das heutige Institut für Amerikanistik wurde 1993 gegründet. Mit drei neuen Professuren innerhalb der letzten vier Jahre ist es das am schnellsten wachsende Amerikanistik-Institut außerhalb Berlins. Bis zum Sommersemester 2006 war die Immatrikulation in den Studiengang Amerikanistik sowohl als Haupt- und Nebenfach im Magisterstudium und als ergänzendes Hauptfach in einigen Diplomstudiengängen möglich. Seit dem Wintersemester 2006/2007 erfolgt eine Immatrikulation nur noch in den akkreditierten B.A.-Studiengang Amerikastudien (American Studies) eingeführt. Im Wintersemester 2007/2008 folgt die Einführung des ebenfalls akkreditierten M.A. Amerikastudien (American Studies). Seit Einführung der neuen Studiengänge bezeichnet sich das Institut im englischsprachigen Kontext als American Studies Leipzig.

## Akademische Schwerpunkte
Die Schwerpunkte der Ausbildung liegen vor allem in der Kulturgeschichte und Literatur der USA. Diese werden ergänzt durch Linguistik und die sprachpraktische Ausbildung im amerikanischen Englisch. Das Lehrangebot wird ergänzt durch Gastvorträge (z. B. die Fulbright Lecture Series), Austauschprogramme mit amerikanischen Universitäten (u. a. mit dem Mount Holyoke College in South Hadley, Massachusetts, der University of Miami, Florida und der Ohio University in Athens, Ohio) und Studienreisen in die USA. Die Forschungsschwerpunkte des Instituts für Amerikanistik liegen in den Bereichen Ethnicity, Gender, Immigration und Popular Culture.
Seit 1997 gibt es die Frank Freidel Memorial Library, die dank einer großzügigen Spende aus den USA zustande kam. Darin befinden sich ca. 15.000 Bücher und Zeitschriftenbände, ein Großteil davon zum New Deal.

## American Studies Alumni Association
1996 wurde die American Studies Alumni Association (ASAA) gegründet. Seit 2002 veranstaltet die ASAA jedes Jahr einen Empfang nach amerikanischem Vorbild für alle Amerikanistik-Absolventen des Jahres. Dieser war der erste offizielle Absolventenempfang an der Universität Leipzig.